# Gramado Challenger
Il Gramado Challenger è stato un torneo professionistico di tennis giocato su campi in cemento. Faceva parte dell'ATP Challenger Series. Si giocava annualmente a Gramado in Brasile.

## Albo d'oro

### Singolare
| Anno       | Campione         | Finalista           | Punteggio               |
| ---------- | ---------------- | ------------------- | ----------------------- |
| 2006       | Franco Ferreiro  | Thiago Alves        | 3–6, 7–6(4), 6–5 ritiro |
| 2005       | Flávio Saretta   | Jacob Adaktusson    | 6–1, 6–3                |
| 2004       | Ricardo Mello    | Janko Tipsarević    | 2–6, 7–5, 6–4           |
| 2003       | Marcos Daniel    | José de Armas       | 7–5, 7–5                |
| 2002       | Júlio Silva      | Iván Miranda        | 6–4, 6–2                |
| 2001       | Barry Cowan      | Andy Ram            | 2–6, 6–4, 6–3           |
| 2000       | Alexandre Simoni | Martin Lee          | 6–4, 7–5                |
| 1999       | Jamie Delgado    | Diego Veronelli     | 6–3, 7–6                |
| 1998       | André Sá         | Hideki Kaneko       | 6–7, 6–1, 6–4           |
| 1997- 1993 | Non disputato    | Non disputato       | Non disputato           |
| 1992       | Nicola Bruno     | Richard Matuszewski | 6–2, 6–2                |
| 1991       | Laurent Prades   | Fernando Roese      | 7–5, 6–7, 6–4           |
| 1990       | Pedro Rebolledo  | Christian Weis      | 6–2, 6–3                |

### Doppio
| Anno       | Campioni                              | Finalisti                             | Punteggio     |
| ---------- | ------------------------------------- | ------------------------------------- | ------------- |
| 2006       | Franco Ferreiro Martín Vilarrubi      | Marcelo Melo André Sá                 | 6–2, 6–4      |
| 2005       | Goran Dragicevic Mirko Pehar          | Brian Dabul Bruno Echagaray           | 6–3, 6–4      |
| 2004       | Santiago González Bruno Soares        | Henrique Mello Alexandre Simoni       | 6–3, 6–3      |
| 2003       | Marcos Daniel Alexandre Simoni (2)    | Santiago González Alejandro Hernández | 7–6(5), 6–4   |
| 2002       | Alessandro Guevara Dejan Petrović (2) | Denis Golovanov Michael Joyce         | 3–6, 7–5, 6–2 |
| 2001       | Dejan Petrović (1) Andy Ram           | Adriano Ferreira Daniel Melo          | 6–4, 6–4      |
| 2000       | André Sá Eric Taino                   | Daniel Melo Alexandre Simoni          | 7–6(7),7–6(3) |
| 1999       | Antonio Prieto Alexandre Simoni (1)   | Paulo Carvallo Ricardo Schlachter     | 6–1, 6–4      |
| 1998       | Jeff Coetzee Damien Roberts           | Francisco Costa Gouichi Motomura      | 7–5, 6–4      |
| 1997- 1993 | Non disputato                         | Non disputato                         | Non disputato |
| 1992       | Richard Matuszewski John Sullivan     | Nelson Aerts Fernando Roese           | 7–6, 6–7, 6–3 |
| 1991       | Nelson Aerts Fernando Roese           | Bertrand Madsen Gerardo Martínez      | 6–4, 6–4      |
| 1990       | Ivan Kley Vicente Solves              | Pablo Albano Eduardo Bengoechea       | 6–3, 7–5      |